# Компиен
Компиѐн (на френски: Compiègne) е град във Франция. Разположен е в департамент Оаз на регион О дьо Франс, на река Оаз. Население на града е 41 714 жители след преброяването от 2007 г.

## История
- 23 май 1430 г. - По време на Стогодишната война легендарната Жана д'Арк попада в капан, докато се опитва да освободи Компиен. Докато се бие срещу вражеските войски пред стените на крепостта, уплашените защитници на града вдигат моста и Жана попада в плен на бургундците. След това те я продават на англичаните.
- 11 ноември 1918 г. - В близост до града е подписано Компиенското примирие, с което приключва Първата световна война.
- 22 юни 1940 г. - По време на Втората световна война е сключено примирие между Третия райх и френските колаборационисти.

## Побратимени градове
|  | Държава    | Град        |
|  | Италия     | Арона       |
|  | Полша      | Елбльонг    |
|  | Португалия | Гимараеш    |
|  | Германия   | Ландсхут    |
|  | Израел     | Кирят Тивон |
|  | Люксембург | Вианден     |
|  | ---------- | ----------- |